# Ященкова, Анисья Савельевна
Анисья Савельевна Ященкова (24 декабря 1926 года, село Быструха, Глубоковский район, Восточно-Казахстанская область, Республика Казахстан — ?) — сборщица Усть-Каменогорского конденсаторного завода. Герой Социалистического Труда (1971). Член КПСС (1969). Награждена двумя орденами Ленина (1966, 1971), медалями.

## Биография
Родилась Анисья Савельевна 24 декабря 1926 года в селе Быструха Глубоковского района Восточно-Казахстанской области Республики Казахстан. В пятнадцать лет начала свою трудовую деятельность, в годы Великой Отечественной войны и до 1947 года была чабаном в колхозе «Гигант» Глубоковского района, в 1949—1957 годах — участник строительства Усть-Каменогорской ГЭС и конденсаторного завода. Затем в 1957—1959 годах — кочегар на Усть-Каменогорском конденсаторном заводе. В 1958 году училась на курсах в городе Серпухове на конденсаторном заводе, после окончания курсов в 1959—1973 годах работала на Усть-Каменогорском конденсаторном заводе сборщицей пакетов в сборочном цехе. Затем была бригадиром, бригада была образцом самоотверженного труда, она осваивала новый метод продукции и обеспечивала высокое её качество. В 1966 году была награждена орденом Ленина — по итогам седьмой пятилетки (1959—1965). В восьмой пятилетке (1966—1970) за три года и пять месяцев выполнила продукции на четыре тысячи рублей, в среднем у неё норма выработки за пятилетку — 147 процентов.
За выдающиеся успехи, достигнутые в выполнении заданий пятилетнего плана по развитию электротехнической промышленности, за высокие результаты и проявленную трудовую доблесть Анисья Савельевна Ященкова была удостоена в 1971 году звания Героя Социалистического Труда с вручением ордена Ленина и золотой медали «Серп и Молот».
С 1973 года Анисья Савельевна работала комплектовщицей сборочного цеха Усть-Каменогорского конденсаторного завода.
Анисья Савельевна Ященкова жила в Усть-Каменогорске, в 1980-е годы ушла на пенсию.

## Награды
- Герой Социалистического Труда (20.04.1971);
- Ордена Ленина (1966, 20.04.1971);
- Медаль «Серп и Молот» (20.04.1971);
- медали.